# پوکت ۳۲۰۹۶
سیارک ۳۲۰۹۶ (به انگلیسی: 32096 Puckett، نامگذاری:2000KO38) سی و دو هزار و نود و ششمین سیارک کشف شده‌است که در ۲۷ مه ۲۰۰۰ کشف شد.